# Kinh tế Bồ Đào Nha
Nền kinh tế Bồ Đào Nha là nền kinh tế lớn thứ 34 theo Báo cáo cạnh tranh toàn cầu của Diễn đàn Kinh tế thế giới trong năm 2019.
Phần lớn hoạt động thương mại quốc tế của Bồ Đào Nha là với các nước trong Liên minh châu Âu khi chiếm tới 72,8% tổng kim ngạch xuất khẩu và 76,5% tổng kim ngạch nhập khẩu của nước này trong năm 2015. Các nhóm khu vực khác là đối tác thương mại quan trọng của Bồ Đào Nha là NAFTA (6,3% kim ngạch xuất khẩu và 2% kim ngạch nhập khẩu), PALOP (5,7% kim ngạch xuất khẩu và 2,5% kim ngạch nhập khẩu), Maghreb (3,7% kim ngạch xuất khẩu và 1,3% kim ngạch nhập khẩu) và Mercosur (1,4% kim ngạch xuất khẩu và 2,5% kim ngạch nhập khẩu).
Đơn vị tiền tệ của Bồ Đào Nha là euro (€) và quốc gia này là thành viên của Khu vực đồng euro ngay khi tổ chức này được thành lập. Ngân hàng trung ương Bồ Đào Nha hay Banco de Portugaltrong tiếng Bồ Đào Nha là một phần của Hệ thống Ngân hàng Trung ương Châu Âu có sàn giao dịch chứng khoán chính là Euronext Lisbon thuộc NYSE Euronext - sàn giao dịch chứng khoán đầu tiên trên thế giới.
Nền kinh tế Bồ Đào Nha đã đi vào ổn định và liên tục tăng trưởng kể từ quý 3 năm 2014 với mức tăng trưởng GDP hàng năm là 1,5% đạt được vào quý 2 năm 2015. Sự tăng trưởng của nền kinh tế đi kèm với tỷ lệ thất nghiệp liên tục giảm (6,3% trong quý 1 năm 2019 so với 13,9% vào cuối năm 2014). Thâm hụt ngân sách của Chính phủ cũng đã giảm từ 11,2% GDP vào năm 2010 xuống còn 0,5% vào năm 2018. Tỷ lệ này đánh dấu sự trỗi dậy của nền kinh tế sau thời kỳ kinh tế ảm đảm gây ra bới cuộc khủng hoảng tài chính 2007–08 khiến nền kinh tế tăng trưởng âm trong ba năm liên tiếp (2011, 2012 và 2013) kéo theo tỷ lệ thất nghiệp tăng cao (đạt mức kỷ lục 17,7% vào đầu năm 2013). Cuộc khủng hoảng đã gây ra một loạt các vấn đề trong nước, trong đó đặc biệt liên quan đến mức thâm hụt ngân sách công cũng như dư nợ quá mức của nền kinh tế. Các vấn đề kể trên đã lên đến đỉnh điểm khi Bồ Đào Nha phải yêu cầu khoản cứu trợ tài chính 78 tỷ euro từ EU vào tháng 4 năm 2011, sau khi Hy Lạp và Cộng hòa Ireland có những quyết định tương tự. Chính phủ nhậm chức vào tháng 6 năm 2011 đã phải đối mặt với những lựa chọn khó khăn liên quan đến nỗ lực kích thích nền kinh tế đồng thời tìm cách duy trì thâm hụt công ở mức trung bình của EU.
Bồ Đào Nha có một số công ty hàng đầu đáng chú ý với danh tiếng trên toàn thế giới, chẳng hạn như The Navigator Company là công ty sản xuất giấy lớn của thế giới; Sonae Indústria là nhà sản xuất các sản phẩm gỗ chế tạo lớn nhất thế giới; Amorim là nhà sản xuất cork hàng đầu thế giới; Conservas Ramirez là nhà sản xuất đồ hộp lâu đời nhất thế giới; Cimpor nằm trong nhóm 10 công ty sản xuất xi măng lớn nhất thế giới; EDP Renováveis là nhà sản xuất năng lượng gió lớn thứ 3 thế giới; Jerónimo Martins, là nhà sản xuất hàng tiêu dùng và là nhà bán lẻ hàng đầu ở Bồ Đào Nha, Ba Lan và Colombia; TAP Air Portugal được đánh giá cao về mức độ an toàn kỷ lục đã được ghi nhận là một trong những hãng hàng không hàng đầu kết nối châu Âu với châu Phi và Mỹ Latinh (chủ yếu là Brazil).
Hệ thống giáo dục của Bồ Đào Nha đã từng bước hiện đại hóa và mở rộng tương đối kể từ những năm 1960, qua đó đạt được những thành tích về các xu hướng và thực hành dạy học được coi là tiêu chuẩn của thế giới trong thế kỷ 21. Theo Chương trình đánh giá học sinh quốc tế (PISA) vào năm 2015, những học sinh 15 tuổi của Bồ Đào Nha có khả năng đọc hiểu, toán và khoa học cao hơn đáng kể so với mức trung bình của OECD. Bồ Đào Nha là quê hương của một số trường đại học và trường kinh doanh đẳng cấp thế giới từng đào tạo ra một số nhà lãnh đạo quốc tế nổi tiếng ngày một thu hút  nhiều sinh viên nước ngoài đến học.
Bồ Đào Nha có tỷ lệ di cư cao nhất so với tỷ lệ dân số của Liên minh châu Âu. Hơn hai triệu người Bồ Đào Nha (20% dân số) hiện đang sống bên ngoài đất nước.

## Lịch sử

### Đế quốc Thuộc địa Bồ Đào Nha
Trong thời kỳ Đế quốc Bồ Đào Nha được bắt đầu vào thế kỷ 15 và kết thúc khi Cách mạng hoa cẩm chướng nổ ra vào năm 1974, nền kinh tế của Bồ Đào Nha là trung tâm của các hoạt động liên quan đến thương mại và nguyên liệu thô trong phạm vi thuộc địa rộng lớn của mình mà chủ yếu ở châu Á (gia vị, lụa, thuốc nhuộm, sứ và ngọc), châu Phi (ngà, gỗ, dầu, kim cương và nô lệ) và Nam Mỹ (mía, thuốc nhuộm, gỗ và vàng). Nhờ một đế chế xuyên lục địa với nhiều tài nguyên thiên nhiên và những khu vực rộng lớn chưa được khai thác, Bồ Đào Nha đã trở thành một trong những quốc gia hùng mạnh nhất trên thế giới thời bấy giờ.
Năm 1822, thuộc địa Brasil của Bồ Đào Nha trở thành một quốc gia độc lập, tuy nhiên, cho đến năm 1974, Bồ Đào Nha đã cố gắng duy trì các thuộc địa / lãnh thổ hải ngoại của mình ở châu Phi, bao gồm Angola và Mozambique, các lãnh thổ này đã có tốc độ tăng trưởng kinh tế hợp lý cho đến khi Bồ Đào Nha rời khỏi vào năm 1975.
Sau một thời kỳ phân hóa kinh tế ngắn vào trước năm 1914, nền kinh tế Bồ Đào Nha có sự phục hồi nhẹ nhàng cho đến năm 1950 khi bước vào thời kỳ hội tụ kinh tế mạnh mẽ. Về mặt kinh tế, hầu hết những năm trong thời kỳ Salazar (1933–1968) được đánh dấu bằng tốc độ tăng trưởng kinh tế chỉ ở mức khiêm tốn khiến đất nước vẫn rơi vào tình trạng kém phát triển và dân số tương đối nghèo cũng như trình độ học vấn thấp cho đến những năm 1960. Tăng trưởng kinh tế của Bồ Đào Nha trong giai đoạn 1960–1973 đã tạo cơ hội giúp nước này thực sự hội nhập với các nền kinh tế phát triển của Tây Âu. Thông qua di cư, thương mại, du lịch và đầu tư nước ngoài, các cá nhân và doanh nghiệp đã thay đổi mô hình sản xuất và tiêu dùng, mang lại sự chuyển đổi cơ cấu. Đồng thời, sự phức tạp ngày càng tăng của nền kinh tế đang phát triển đã đặt ra những thách thức mới về kỹ thuật và tổ chức, kích thích sự hình thành các đội ngũ quản lý và chuyên môn hiện đại.
Nền kinh tế của Bồ Đào Nha và các vùng lãnh thổ hải ngoại trước khi Cách mạng hoa cẩm chướng nổ ra (một cuộc đảo chính quân sự vào ngày 25 tháng 4 năm 1974) từng có tốc độ tăng trưởng cao hơn nhiều so với mức trung bình của châu Âu. Sức mua trung bình của các gia đình tăng cùng với các xu hướng tiêu dùng mới đã thúc đẩy đầu tư vào thiết bị vốn và chi tiêu tiêu dùng cho các mặt hàng tiêu dùng lâu bền tăng. Chính sách kinh tế của chế độ Estado Novo đã khuyến khích và tạo điều kiện cho việc hình thành các tập đoàn kinh doanh lớn.
Chế độ này tiếp tục duy trì chính sách chủ nghĩa nghiệp đoàn khiến một phần lớn kinh tế Bồ Đào Nha rơi vào tầm kiểm soát của một số tập đoàn lớn hay được biến đến với tên gọi "seven magnificent". Các tập đoàn Bồ Đào Nha này có mô hình kinh doanh tương tự như các chaebol của Hàn Quốc hay keiretsu và zaibatsu của Nhật Bản. Trong số bảy tập đoàn hàng đầu này có các tập đoàn được thành lập và nắm giữ bởi các gia đình như Champalimaud, Mello (CUF group), Amorim và Santos (Tập đoàn Jerónimo Martins).
Tập đoàn CUF (Companhia União Fabril) là tập đoàn lớn nhất và đa dạng nhất trong số các tập đoàn Bồ Đào Nha. Có thời điểm nó trở thành tập đoàn công nghiệp lớn nhất ở bán đảo Iberia và là một trong năm tập đoàn lớn nhất ở châu Âu. Các mảng kinh doanh cốt lõi của Tập đoàn bao gồm xi măng, hóa chất, hóa dầu, nông hóa học, may mặc, bia, đồ uống, luyện kim, kỹ thuật đóng tàu, kỹ thuật điện, bảo hiểm, ngân hàng, sản xuất giấy, du lịch và khai khoáng. Các hoạt động kinh doanh chính và trụ sở Tập đoàn được đặt tại lục địa Bồ Đào Nha nhưng nó cũng có các chi nhánh, nhà máy và một số dự án kinh doanh đang phát triển trên khắp các lãnh thổ hải ngoại Bồ Đào Nha đặc biệt là ở Angola và Mozambique.
Các công ty gia đình có quy mô trung bình chuyên về ngành dệt may (ví dụ như những công ty nằm ở thành phố Covilhã và các thành phố thuộc vùng tây bắc), gốm sứ, thủy tinh và pha lê (như những công ty ở Alcobaça, Caldas da Rainha và Marinha Grande), gỗ thiết kế (như SONAE gần thành phố Porto), cá đóng hộp (như các công ty ở Algarve và vùng tây bắc nơi có một trong những công ty cá đóng hộp lâu đời nhất còn hoạt động trên thế giới), đánh cá, sản xuất thực phẩm và đồ uống, du lịch (được biết đến nổi tiếng ở Estoril/Cascais/Sintra (Portuguese Riviera) và đang phát triển như một điểm thu hút quốc tế ở Algarve từ những năm 1960) và nông nghiệp (các công ty nằm rải rác xung quanh Ribatejo và Alentejo – nơi được biết đến như là giỏ đựng bánh mì của Bồ Đào Nha) đã hoàn thành bức tranh toàn cảnh của nền kinh tế quốc gia vào đầu những năm 1970. Ngoài ra, người dân ở khu vực nông thôn đã cam kết theo chủ nghĩa trọng nôngvốn có tầm quan trọng đối với phần lớn dân số của đất nước này, theo đó nhiều gia đình chỉ sống bằng nghề nông hoặc kiếm thêm tiền lương bằng hình thức sản xuất nông nghiệp, chăn nuôi và lâm nghiệp.
Bên cạnh đó, các vùng lãnh thổ hải ngoại cũng có tốc độ tăng trưởng và phát triển kinh tế ấn tượng từ những năm 1920 trở đi. Ngay cả trong Chiến tranh thuộc địa Bồ Đào Nha (1961–1974), đây là một cuộc nổi dậy chống quân du kích nhằm đàn áp nhà độc lập guerrilla và các phần tử khủng bố, các phần lãnh thổ hải ngoại như Angola và Mozambique (các lãnh thổ hải ngoại của Bồ Đào Nha thời đó) đã có tốc độ tăng trưởng kinh tế liên tục và một số lĩnh vực kinh tế địa phương của nó đã phát triển vượt bậc. Đây là những trung tâm sản xuất dầu, cà phê, bông, điều, dừa, gỗ, khoáng sản (như kim cương), kim loại (như sắt và nhôm), chuối, cam quýt, chè, thùa sợi, bia, xi măng, cá và các loại hải sản khác, thịt bò và hàng dệt may.
Công đoàn không được phép banh hành chính sách tiền lương tối thiểu. Tuy nhiên, trong bối cảnh nền kinh tế ngày càng mở rộng, giúp mang lại điều kiện sống tốt hơn cho người dân Bồ Đào Nha vào những năm 1960, sự bùng nổ của các cuộc chiến tranh thuộc địa ở châu Phi đã tạo ra những thay đổi xã hội đáng kể, trong đó có việc ngày càng nhiều phụ nữ tham gia vào thị trường lao động một cách nhanh chóng. Marcelo Caetano tiếp tục thúc đẩy tăng trưởng kinh tế và cải thiện anh sinh xã hội, chẳng hạn như trao lương hưu hàng tháng cho những người lao động nông thôn chưa bao giờ có cơ hội được nhận phúc lợi xã hội.
Các mục tiêu của cải cách lương hưu của Caetano hướng tới 3 mục tiêu: tăng cường công bằng, giảm sự mất cân bằng về mạt tài chính và phí bảo hiểm và giúp nền kinh tế hoạt động một các hiệu quả hơn, chẳng hạn, bằng cách thiết lập các đóng góp ít gây ảnh hưởng đến thị trường lao động hoặc bằng cách cho phép các quỹ hưu trí tiết kiệm nhằm tăng cường đầu tư vào nền kinh tế.

### Cuộc đảo chính quân sự năm 1974

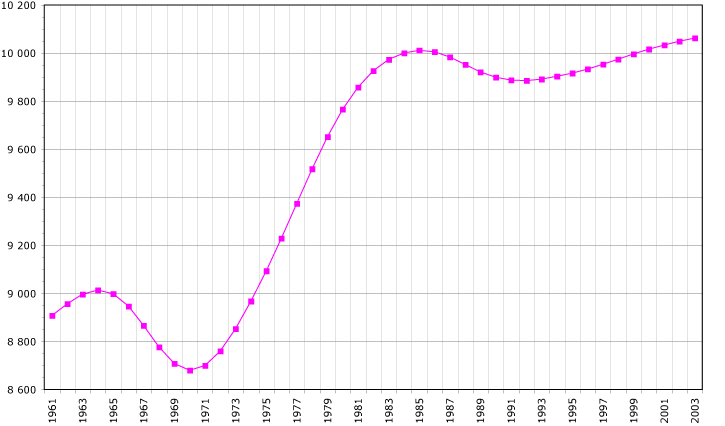
Dân số Bồ Đào Nha giai đoạn 1961–2003 theo nghìn người (Dữ liệu năm 2005 của FAO) với lượng người di cư từ 500.000 đến 1.000.000 người đã tị nạn đến Bồ Đào Nha để tạo ra giai đoạn mang tên retornados sau khi cách mạng nổ ra.

Thời kỳ sau cuộc Cách mạng hoa cẩm chướng được đặc trưng bởi sự hỗn loạn và tăng trưởng kinh tế tiêu cực khi các ngành công nghiệp bị quốc hữu hóa và những tác động tiêu cực đến từ việc Bồ Đào Nha bị tách ra khỏi các lãnh thổ cũ thuộc địa của mình. Ngành công nghiệp nặng đột ngột sụp đổ. Tất cả các lĩnh vực của nền kinh tế từ sản xuất, khai khoáng, hóa chất, quốc phòng, tài chính, nông nghiệp và đánh bắt cá đều rơi vào trạng thái rơi tự do.
Chỉ trong một đêm Bồ Đào Nha từ vị thế là nước có tốc độ tăng trưởng kinh tế cao nhất châu Âu trở thành quốc gia có tốc độ tăng trưởng kinh tế chậm nhất – trên thực tế, nó đã trải qua nhiều năm tăng trưởng âm. Điều này được gây bởi sự di cư ồ ạt của các công nhân lành nghề và doanh nhân do bị đe dọa chính trị cùng với chi phí cho việc lưu trú ở Bồ Đào Nha khi hàng nghìn người phải đến đây tị nạn từ các lãnh thổ hải ngoại cũ ở châu Phi - retornados.
Sau cuộc Cách mạng hoa cẩm chướng năm 1974, nền kinh tế của Bồ Đào Nha đã thay đổi sâu sắc. Nền kinh tế Bồ Đào Nha đã thay đổi đáng kể vào năm 1973 trước cuộc đảo chính quân sự cánh tả, so với vị trí của nó vào năm 1961 - tổng sản lượng (GDP tính theo chi phí nhân tố) đã tăng 120% theo giá thực tế. Rõ ràng, thời kỳ tiền cách mạng được đặc trưng bởi tốc độ tăng trưởng hàng năm mạnh mẽ của GDP (6,9%), sản xuất công nghiệp (9%), tiêu dùng tư nhân (6,5%) và tài sản cố định tích lũy gộp (7,8%). Sau cuộc đảo chính quân sự Cách mạng Hoa cẩm chướng năm 1974, bằng cách từ bỏ quan điểm ủng hộ dân chủ, theo chủ nghĩa ôn hòa, cải cách, tập thể lãnh đạo Movimento das Forças Armadas đã bắt đầu một lộ trình dỡ bỏ sự quốc hữu hóa và trưng thu đất đai trong thời kỳ được gọi là PREC. Quyền lực đa phần được trao cho giai cấp công nhân, những người luôn có ý niệm về chuyên chính vô sản. Những tác động lâu dài của cuộc sự kiện này đã cản trở sự tăng trưởng và phát triển kinh tế của Bồ Đào Nha trong nhiều năm tới.
Năm 1931, vào giai đoạn đầu tiên khi chính sách kinh tế hướng ngoại hơn của Salazar mới bắt đầu được thi hành do ảnh hưởng của một thế hệ các nhà kỹ trị mới có nền tảng về kinh tế và công nghệ kỹ thuật, GDP bình quân đầu người của Bồ Đào Nha chỉ bằng 38% mức trung bình của EC-12; vào cuối thời kỳ Salazar tức năm 1968, GDP bình quân nước này đã tăng tới 48 phần trăm; và vào năm 1973 trước khi cách mạng diễn ra, GDP bình quân đầu người của Bồ Đào Nha đã đạt 56,4% mức trung bình của EC-12. Năm 1975 là năm hỗn loạn mang tính cách mạng cao nhất, GDP bình quân đầu người của Bồ Đào Nha đã giảm xuống còn 52,3% mức trung bình của EC-12. Sự hội tụ giá giữa tăng trưởng GDP thực so với mức trung bình của EC xảy ra do sự hồi sinh kinh tế của Bồ Đào Nha kể từ năm 1985. Năm 1991, GDP bình quân đầu người của Bồ Đào Nha đã tăng lên 54,9% mức trung bình của EC, cao hơn một chút so với con số đạt được trong thời kỳ cách mạng tồi tệ nhất. Bồ Đào Nha đã vượt Hy Lạp về GDP bình quân đầu người vào năm 1992, nhưng lại bị chính Hy Lạp vượt qua vào năm 1993. Tình trạng này kéo dài cho đến năm 2013 khi Hy Lạp phải chịu ảnh hưởng nặng nề hơn từ cuộc suy thoái kinh tế gây ra bởi khủng hoảng nợ.
Tốc độ tăng trưởng xuất khẩu hàng hóa của Bồ Đào Nha trong giai đoạn 1959-1973 là rất đáng chú ý khi đạt mức trung bình 11% mỗi năm. Năm 1960, phần lớn hàng xuất khẩu được tập trung vào một số sản phẩm - cá đóng hộp, cork thô và đã qua chế biến, hàng dệt bông và rượu vang. Ngược lại, vào đầu những năm 1970 (trước cuộc đảo chính quân sự năm 1974), danh sách các mặt hàng xuất khẩu của Bồ Đào Nha có sự đa dạng hóa sản phẩm một cách đáng kể, bao gồm cả hàng tiêu dùng và hàng hóa tư bản. Một số nhánh của ngành công nghiệp Bồ Đào Nha đã trở thành định hướng cho ngành xuất khẩu, và vào năm 1973, hơn một phần năm số lượng sản phẩm được chế tạo tại Bồ Đào Nha đã được đem đi xuất khẩu.
Tỷ trọng của khu vực dịch vụ đóng góp vào GDP đã tăng từ 39% vào năm 1973 lên 55,5% vào năm 1990. Phần lớn sự tăng trưởng này đến từ sự gia tăng ngày càng nghiêm trọng số lượng việc làm trong khu vực công và các chi phí liên quan đến quản lý công, cùng với sự đóng góp của ngành dịch vụ du lịch trong suốt những năm 1980 đã cản trở sự phát triển của các ngành công nghiệp mang tính bền vững hơn như sản xuất, xuất khẩu và các ngành công nghiệp với hàm lượng công nghệ/cường độ sử dụng vốn cao.

### Gia nhập EU (1986)

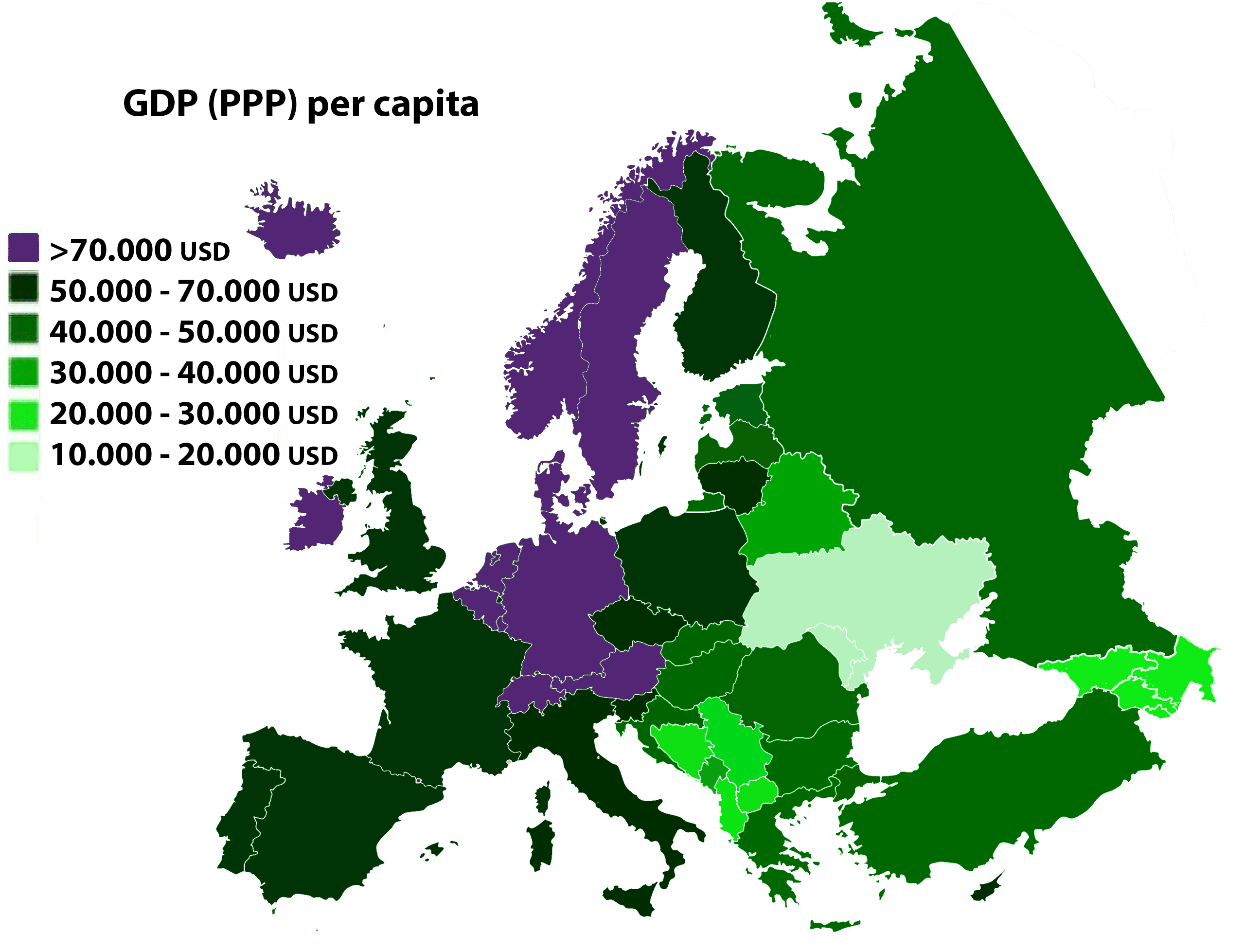
GDP (PPP) bình quân đầu người các nước châu Âu vào năm 2014. Số liệu của Quỹ Tiền tệ Quốc tế

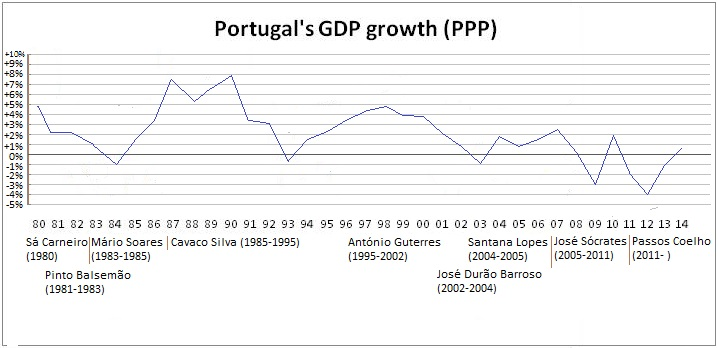
Diễn biến tăng trưởng GDP của Bồ Đào Nha (PPP) từ năm 1980 đến năm 2014.

Việc đạt được tư cách thành viên của Các cộng đồng châu Âu vào năm 1986 đã góp phần cho sự tăng trưởng và phát triển kinh tế ổn định mà phần lớn thông qua việc tăng cường quan hệ thương mại và dòng vốn do Liên minh châu Âu (trước đó là Các Cộng đồng Châu Âu) phân bổ cho Bồ Đào Nha để cải thiện cơ sở hạ tầng của đất nước.
Mặc dù tốc độ tăng trưởng kinh tế nhanh đi kèm với việc nợ công được kiềm chế tương đối tốt do số lượng công chức đã được tăng từ 485.368 năm 1988 lên 509.732 năm 1991, mức tăng thấp hơn nhiều so với những năm tiếp theo cho đến năm 2005 được đánh dấu bởi sự gia tăng liên tục những công việc làm trong Nhà nước không hợp lý và không bền vững, từ năm 1988 đến năm 1993, trong thời kỳ nội các chính phủ do Thủ tướng Aníbal Cavaco Silva, nền kinh tế Bồ Đào Nha đã thay đổi hoàn toàn. Kết quả là sản lượng vật tư mua bán được giảm khiến tầm quan trọng của khu vực hàng hóa không mua bán gia tăng một cách nhanh chóng trong nền kinh tế Bồ Đào Nha.
Sau cuộc suy thoái kinh tế vào năm 1993, nền kinh tế tăng trưởng với tốc độ trung bình hàng năm là 3,3%, cao hơn nhiều so với mức trung bình của EU nhưng kém xa tốc độ tăng trưởng của nền kinh tế Bồ Đào Nha trước cuộc đảo chính quân sự năm 1974.
Để đủ điều kiện tham gia Liên minh Kinh tế và Tiền tệ (EMU), Bồ Đào Nha đã đồng ý cắt giảm thâm hụt tài chính và thực hiện cải cách cơ cấu. EMU đã mang lại cho Bồ Đào Nha sự ổn định tỷ giá hối đoái, giảm lạm phát và cắt giảm lãi suất. Ngược lại, lãi suất giảm đã làm giảm chi phí nợ công và giúp đất nước đạt được các mục tiêu tài khóa của mình.
Năm 1999, nước này tiếp tục tăng trưởng kinh tế vững chắc, với mức lãi suất giảm và tỷ lệ thất nghiệp thấp. Nước này đủ điều kiện tham gia Liên minh kinh tế và tiền tệ của Liên minh Châu Âu (EMU) vào năm 1998 và cùng với 10 quốc gia Châu Âu khác chính thức sử dụng đồng euro vào ngày 1 tháng 1 năm 1999. Ba thiết kế khác nhau được chọn để in trên tờ tiền quốc gia của đồng euro Bồ Đào Nha đã được vẽ bởi nghệ sĩ Vitor Manuel Fernandes dos Santos, người đã lấy nguồn cảm hứng thiết kế từ ba con dấu của vị vua Bồ Đào Nha đầu tiên Dom Afonso Henriques. Tỷ lệ lạm phát của Bồ Đào Nha trong năm 1999 đạt mức 2,4%, đây là mức thấp thoải mái.
Nợ hộ gia đình đã tăng lên nhanh chóng khiến Ủy ban Châu Âu, OECD và các tổ chức khác phải đưa ra lời khuyên cho Chính phủ Bồ Đào Nha thực hiện nhiều biện pháp hạn chế tài khóa hơn. Thâm hụt công của Bồ Đào Nha đã vượt quá 3% GNP vào năm 2001, mức giới hạn do EU tự đặt ra, và khiến quốc gia này bỏ ngỏ việc phải chịu các biện pháp trừng phạt của EU hoặc chịu sự giám sát tài chính chặt chẽ hơn. Tốc độ tăng trưởng tổng thể chậm lại vào cuối năm 2001 và đầu năm 2002 khiến cho việc thực hiện chính sách thắt lưng buộc bụng về tài khóa trở nên khó khăn hơn nhiều.
Bồ Đào Nha đã đạt được những tiến bộ đáng kể trong việc nâng cao mức sống so với mức sống của các đối tác của nước này ở EU. GDP bình quân đầu người tính theo sức mua tương đương đã tăng từ 51% mức trung bình của EU vào năm 1985 lên 78% vào đầu năm 2002. Đến năm 2005, con số này đã giảm xuống 72% (mức trung bình của tất cả 25 thành viên EU hiện nay, bao gồm bảy thành viên có GDP bình quân đầu người thấp hơn Bồ Đào Nha) do GDP bình quân đầu người tăng ở các nước EU khác. Tỷ lệ thất nghiệp ở mức 4,1% vào cuối năm 2001, thấp hơn so với mức trung bình của EU.
Tăng trưởng GDP năm 2006 ở mức 1,3%, là mức thấp nhất không chỉ ở Liên minh châu Âu mà ở toàn bộ châu Âu. Trong những năm 2000, Cộng hòa Séc, Malta và Slovenia đã vượt qua Bồ Đào Nha về GDP bình quân đầu người. Từ năm 2010 đến năm 2012, GDP bình quân đầu người (PPP) ở Bồ Đào Nha đã giảm xuống và thấp hơn so với Slovakia (ở châu Âu) và Seychelles (bên ngoài châu Âu). Vào năm 2013, người ta ước tính rằng GDP bình quân đầu người của Bồ Đào Nha sẽ gần bằng (trong phạm vi trừ hoặc cộng 1.000 đô la Mỹ trên đầu người) với GDP bình quân của Hy Lạp, Estonia và Lithuania. GDP bình quân đầu người giảm từ mức hơn 80% mức trung bình của EU 25 vào năm 1999 xuống chỉ còn hơn 70% vào năm 2007. Hoạt động kém hiệu quả này của nền kinh tế Bồ Đào Nha đã được phát hiện vào tháng 4 năm 2007 bởi The Economist, một ấn bản đã mô tả Bồ Đào Nha là "một kẻ ốm yếu mới của Châu Âu".
Từ năm 2002 đến năm 2007, tỷ lệ thất nghiệp tăng 65% (từ 270.500 công dân thất nghiệp vào năm 2002 tăng lên thành 448.600 công dân thất nghiệp vào năm 2007). Vào tháng 12 năm 2009, cơ quan xếp hạng tín dụng Standard & Poor's đã hạ bậc tín dụng dài hạn của họ đối với Bồ Đào Nha từ "ổn định" xuống thành "tiêu cực", hành động này thể hiện sự bi quan của cơ quan này về những điểm yếu cố hữa của Bồ Đào Nha trong nền kinh tế và khả năng cạnh tranh yếu kém sẽ cản trở tăng trưởng và năng lực củng cố tài chính công cũng như giảm số nợ công.
Tuy nhiên, các công ty con ở Bồ Đào Nha của các công ty đa quốc gia lớn vẫn được xếp hạng trong số những công ty có năng suất cao nhất trên thế giới, các công ty này gồm có Siemens Portugal, Volkswagen Autoeuropa, Qimonda Portugal (trước khi công ty mẹ nộp đơn phá sản), IKEA, Nestlé Portugal, Microsoft Portugal, Unilever/Jerónimo Martins và Danone Portugal.
Nhiều công ty Bồ Đào Nha đã phát triển và mở rộng ra quốc tế kể từ sau năm 1986. Trong số các công ty toàn cầu có trụ sở tại Bồ Đào Nha đáng chú ý nhất là SONAE, Amorim, Sogrape, EFACEC, Portugal Telecom, Jerónimo Martins, Cimpor, Unicer, Millennium bcp, Lactogal, Sumol + Compal, Delta Cafés, Derovo, Critical Software, Galp Energia, EDP, Grupo José de Mello, Sovena Group, Valouro, Renova, Teixeira Duarte, Soares da Costa, Portucel Soporcel, Simoldes, Iberomoldes, Logoplaste và TAP Portugal.